# Stenosmylus turneri
Stenosmylus turneri är en insektsart som beskrevs av Douglas E. Kimmins 1940. Stenosmylus turneri ingår i släktet Stenosmylus och familjen vattenrovsländor. Inga underarter finns listade i Catalogue of Life.